# Дятьковская волость
Дя́тьковская волость — административно-территориальная единица в составе Брянского уезда Орловской губернии (с 1921 – Бежицкого уезда Брянской губернии).
Административный центр — село (ныне город) Дятьково.

## История
Волость образована в ходе реформы 1861 года. Первоначально в состав волости входило 10 сельских обществ; площадь волости составляла 418,1 км², а население – 7770 чел. Дятьковская волость выделялась среди окружающих территорий высоким уровнем развития фабрично-заводского производства; 90% её территории было покрыто лесами.
В мае 1924 года к Дятьковской волости были присоединены соседние Любохонская, Бытошевская и Людиновская волости, каждая из которых была предварительно укрупнена. Таким образом, Дятьковская волость стала одной из крупнейших волостей Брянской губернии.
В 1929 году, с введением районного деления, волость была упразднена, а на её территориальной основе сформированы Дятьковский и Людиновский районы Брянского округа Западной области.

## Административное деление
В 1920 году в состав Дятьковской волости входили следующие сельсоветы: Верещовский, Дятьковский, Знеберский, Ивотский, Сосновский, Стародятьковский, Старский, Чернятичский.
По состоянию на 1 января 1928 года, Дятьковская волость включала в себя следующие сельсоветы: Будочкинский, Бытошевский, Васильевский, Вербежицкий, Жуковский, Знеберьский, Ивановичский, Ивотокский, Кургановский, Куявский, Любохонский, Любышский, Маховогутский, Немеричский, Ольшанский, Особенский, Псурьский, Пупковский, Савинский, Сельцовский, Слободищенский, Сосновский, Стародятьковский, Старорубчанский, Сукремльский, Тихоновский, Хотнянский, Цементнозаводской, Чернятичский.